# Protomicroplitis
Protomicroplitis – rodzaj błonkówek z rodziny męczelkowatych. Gatunkiem typowym jest Protomicroplitis mediatus.

## Zasięg występowania
Rodzaj obejmuje gatunki występujące w Nowym Świecie.

## Biologia i ekologia
Żywicielami są motyle z rodziny sówkowatych.

## Gatunki
Do rodzaju zaliczane są 3 opisane gatunki (przynajmniej jeden gatunek jest nieopisany):
- Protomicroplitis calliptera (Say, 1836)
- Protomicroplitis centroamericanus Fernandez-Triana 2015
- Protomicroplitis mediatus (Cresson, 1865)